# Зекрово
Зекрово — деревня в Кольчугинском районе Владимирской области России, входит в состав Бавленского сельского поселения.

## География
Деревня расположена на берегу реки Сега в 11 км на север от центра поселения посёлка Бавлены и в 23 км на северо-восток от райцентра города Кольчугино.

## История
В XIX — начале XX века деревня входила в состав Петровской волости Юрьевского уезда, с 1925 года — в составе Юрьевской волости Юрьев-Польского уезда Иваново-Вознесенской губернии. В 1859 году в деревне числилось 21 дворов, в 1905 году — 39 дворов.
С 1929 года деревня входила в состав Клинского сельсовета Кольчугинского района, с 1940 года — в составе Бавленского сельсовета, с 1962 года — в составе Лычевского сельсовета, с 1981 года — в составе Большекузьминского сельсовета, с 2005 года — в составе Бавленского сельского поселения.

## Население
| 1859 | 1905 | 2002 | 2010 | 2013 | 2021 |
| ---- | ---- | ---- | ---- | ---- | ---- |
| 166  | ↗189 | ↘0   | →0   | →0   | →0   |